# Riachão (Maranhão)
Riachão é um município brasileiro do estado do Maranhão, situando-se na mesorregião Sul Maranhense e na microrregião dos Gerais de Balsas. Com um território de 6.402,830 km², Riachão possuía uma população de 22.145 habitantes segundo o censo demográfico do Brasil de 2022, contra os 35 206 habitantes em 2010.
Riachão se destaca por integrar o Polo Turístico da Chapada das Mesas, sendo que parte do seu território inclusive é abrangido pelo Parque Nacional da Chapada das Mesas. Dentre as várias riquezas naturais existentes no município, as quais todos os anos recebem centenas de turistas nacionais e estrangeiros, encontram-se o Complexo Turístico Poço Azul, o Encanto Azul, o Balneário Frutuoso, a Cachoeira da Aldeia e a Cachoeira Ribeirão.
O município também integra a fronteira agrícola conhecida como MATOPIBA, formada pelos estados do Maranhão (33%), Tocantins (38%), Piauí (11%) e Bahia (18%). Conforme estudos elaborados pela Secretaria de Política Agrícola do Ministério da Agricultura e Pecuária (Mapa) e pela Empresa Brasileira de Pesquisa Agropecuária (Embrapa), trata-se de uma das regiões do país com maior potencial de crescimento no agronegócio.
Pela via terrestre, o acesso a Riachão se dá pela BR-230. Já o acesso aéreo, dá-se principalmente pelos aeroportos comerciais de Imperatriz, Araguaína, Teresina e São Luís.

## História
Os primeiros registros históricos do município remontam ao ano de 1808, quando as famílias dos fazendeiros Elias Ferreira Barros e Manoel Coelho Paredes, originárias de Pastos Bons (MA), estabeleceram-se às margens de um riacho de águas cristalinas.
Em 1813, iniciou-se a transferência do povoado para um local situado a quatro quilômetros do povoado inicial, onde hoje se ergue a sede urbana.

### Emancipação Política
A elevação à categoria de vila ocorreu em um processo de duas etapas. Primeiro, um ato do governo imperial, datado de 19 de abril de 1833, conferiu oficialmente a categoria de Vila de Nossa Senhora de Nazaré do Riachão e estabeleceu sua freguesia, incluindo a doação de terras em um raio de meia légua ao redor do local da futura Igreja Matriz.
No entanto, devido ao extravio desse documento, a condição de vila foi confirmada e consolidada pelo governo provincial através da Lei Provincial nº 7, de 29 de abril de 1835. Essa última data é reconhecida como o marco oficial da emancipação política e é celebrada como o aniversário do município. O processo ocorreu no contexto da organização territorial do Império Brasileiro na região maranhense, com desmembramento do município de Carolina.

### Formação Administrativa
O município foi criado como distrito pela Lei Estadual nº 13, de 8 de maio de 1835, subordinado a Carolina. Sua elevação à categoria de vila ocorreu na resolução de 19/04/1833 e confirmada pela Lei Provincial nº 7 de 29/04/1835, sendo instalado oficialmente também no dia 29 de abril de 1835.
Nas divisões administrativas de 1911, 1936 e 1937, o município permaneceu constituído apenas pelo distrito sede. Posteriormente, pelo Decreto-Lei Estadual nº 820, de 30 de dezembro de 1943, incorporou terras do extinto distrito de São Raimundo das Mangabeiras (pertencente a Loreto) ao seu distrito sede.
Em 31 de dezembro de 1948, a Lei Estadual nº 269 criou o distrito de Fortaleza das Mangabeiras, anexando-o a Riachão. Assim, em divisões territoriais datadas de 1960, o município passou a ser constituído por dois distritos: Riachão (sede) e Fortaleza das Mangabeiras.

## Toponímia
A denominação "Riachão" foi atribuída por Elias Ferreira Barros, em referência ao riacho de águas límpidas próximo ao povoado original. Esse curso d'água é atualmente conhecido como Riachão Velho.